# バール・ドバイ
バール・ドバイ（アラビア語: بر دبي，英語: Bur Dubai）は、アラブ首長国連邦のドバイの地区。ドバイ・クリークの西側に位置し、初期のドバイに形成された市街地を起源とする地区である。
1830年代、アブダビから移住したマクトゥーム家がドバイ首長国を建国。街は徐々に発展し、市街地を3つの地区に分けて統治することとなった。ドバイ・クリーク東岸のディラ地区、ドバイ・クリーク西岸のバール・ドバイ地区とシンダガ地区である。現在の行政区ではないが、大まかな地域分けにはこの呼び方が使われ、ドバイの市街地は東から西へディラ地区、バール・ドバイ地区、ジュメイラ地区と並んでいる。
バール・ドバイ地区の旧市街に相当する地域には、ドバイ首長国の首長官邸（Ruler's Court）が置かれており、また昔ながらの家並みが保存されているアル・ファヒディ（アル・バスタキヤ）、テキスタイル・スーク（ドバイ・オールド・スーク）などがある。

## 著名な施設
商業施設
- モール ： ブルジュマン(英語版)、ワフィ・モール(英語版)、ラムシー・プラザ
- スーク ： テキスタイル・スーク

観光施設
- アル・ファヒディ（アル・バスタキヤ）歴史地区
- アル・ファヒディ砦（ドバイ博物館）

宗教施設
- グランド・モスク(英語版)
- ヒンドゥー教寺院(英語版)

## 交通機関
- ドバイ・メトロ レッド・ライン ： ブルジュマン駅、ADCB駅、アル・ジャフィリーヤ駅
- ドバイ・メトロ グリーン・ライン ： アル・グバイバ駅 〜 ブルジュマン駅 〜 クリーク駅（終点）
- アブラ ： バール・ドバイ渡船場、ドバイ・オールド・スーク渡船場